# Auguste Doriot

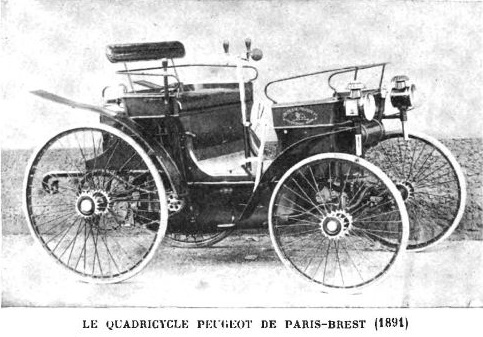
Le quadricycle Peugeot Type 3 de Paris-Brest-Paris en 1891, piloté pour la firme par Louis Rigoulot ingénieur et Auguste Doriot contremaître.

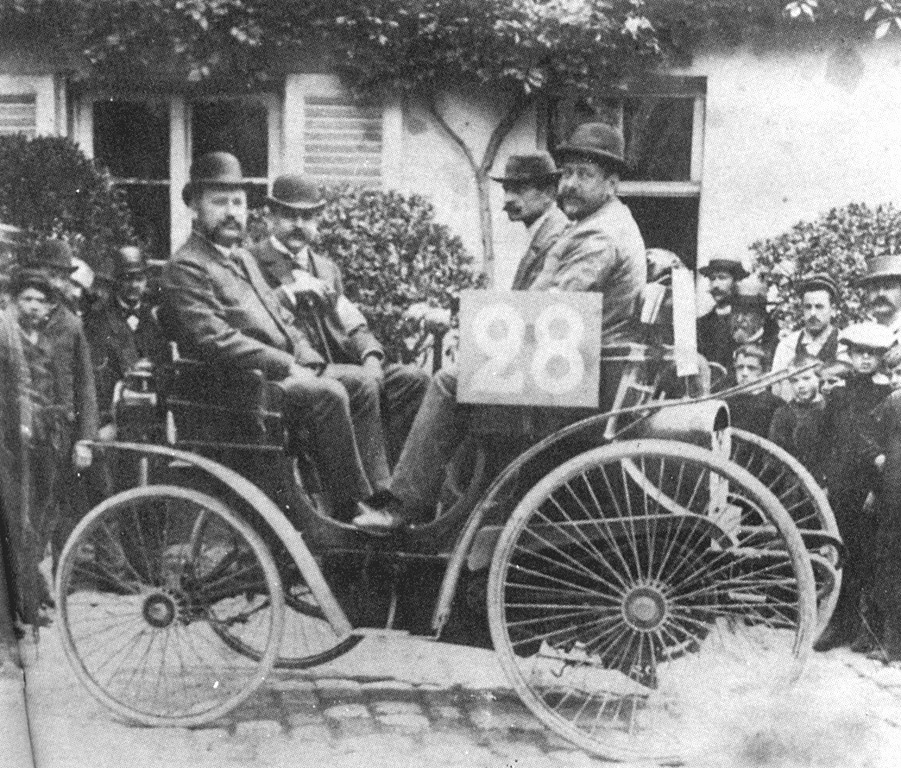
Auguste Doriot, troisième arrivé sur Peugeot Type 5 3hp vis-à-vis à Paris-Rouen 1894 (le 2e en partant de la droite).

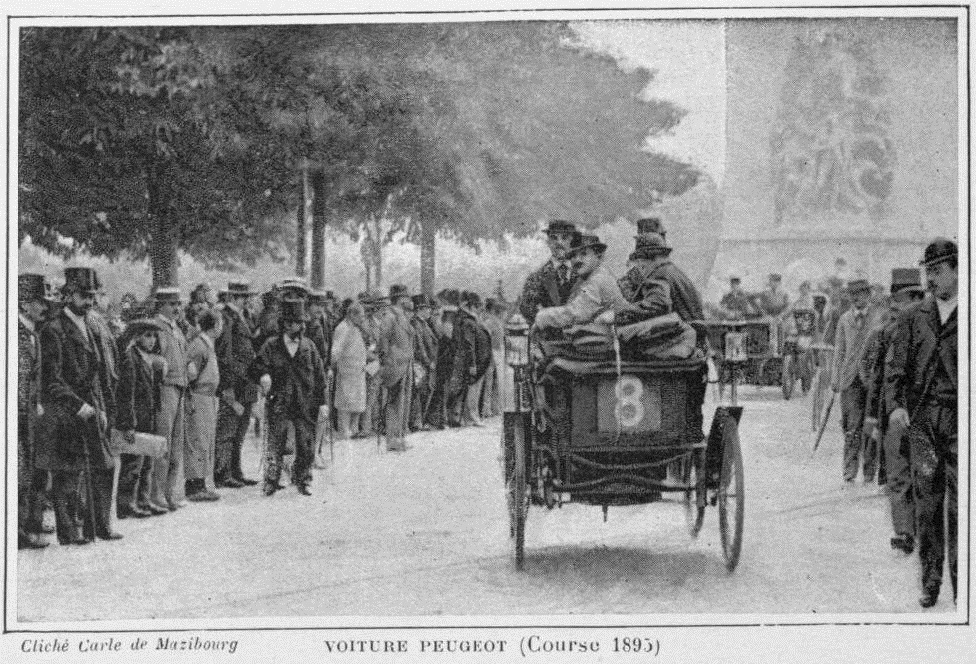
La voiture Peugeot de Doriot, au départ de Paris-Bordeaux-Paris 1895 (4e).

Auguste Frédéric Doriot, né le 24 octobre 1863 à Sainte-Suzanne (Doubs) et mort le 19 février 1955 à Menton, était un pilote automobile français, devenu constructeur automobile.

## Biographie
Contremaître chez Peugeot où il est entré en 1889 après son service militaire, il effectue avec l'ingénieur Louis Rigoulot -l'installateur des moteurs Daimler dans les premiers véhicules- le plus long voyage d'une voiture à pétrole en 1891 lors de la course cycliste Paris-Brest-Paris de Pierre Giffard et du Petit Journal, sur 2 100 kilomètres à partir de Valentigney et 1 200 kilomètres de course effective (trois fois la distance déjà parcourue en 1890 par Léon Serpollet et Ernest Archdeacon entre Paris et Lyon). Les deux hommes arrivent à Brest 24 heures après Charles Terront, et six jours après ce dernier au retour à Paris, le 16 septembre. Ils parcourent initialement le trajet de Valentigney à Paris en trois jours (460 kilomètres). Il s'agit d'un vis-à-vis de deux sièges de deux places chacun. Ils ont à bord de l'eau, des bagages, et des pièces de rechange. Le poids total hors passagers est de 550 kilos, et le moteur un V Daimler de 2.5 HP avec allumage par tubes incandescents que chauffent des brûleurs. Ils roulent à 20 km/h de moyenne sur le plat, mais Rigoulot est prêt à pousser lors de passages de collines, où la vitesse tombe à 4 km/h, notamment à Langres (mais la voiture ne cale pas). Tous les 60 kilomètres environ, des points-relais de bidons de pétrole sont préétablis, grâce aux employés d'Armand Peugeot. Le plus souvent possible, l'équipage couvre le réservoir de la voiture de touffes d'herbes fraîches, ce qui permet une meilleure arrivée de l'essence aux brûleurs.
La Type 3 quitte Paris le 8 septembre derrière les vélos. Elle parcourt 200 kilomètres le premier jour, et 160 le deuxième, puis elle perd 24 heures près de Morlaix car un pignon de boîte de vitesses est défaillant (la réparation s'effectue avec les outils d'un cordonnier, la boîte permettant quatre vitesses avant, ainsi qu'une marche arrière). Doriot et Rigoulot arrivent en début de nuit le 12 septembre à Brest où les attend une foule encore nombreuse, et le vendeur de bicyclettes Peugeot de la ville. Après leur retour à Paris (avenue d'Ivry, aux usines Panhard & Levassor), Rigoulot et Doriot rentrent encore à Valentigney avec leur quadricycle à pétrole (soit de nouveau 460 kilomètres).
Entre 1894 et 1900, Doriot effectue ensuite huit courses pour Peugeot, alors qu'il est notamment pilote-testeur de la marque. Il accomplit le concours Paris-Rouen sur Type 5 (ex-æquo avec Panhard & Levassor après 126 km). Longtemps basé dans le Doubs, Armand Peugeot le nomme directeur de sa fabrique parisienne, ainsi que de son hall d'exposition avenue de la Grande Armée, dans la capitale.
Doriot quitte Peugeot en 1902, et il effectue alors un court passage chez Adolphe Clément-Bayard. En 1906, il cofonde à Courbevoie (169 boulevard Saint-Denis) « Doriot-Flandrin » avec Ludovic Flandrin, lui-même issu de la maison Peugeot et retrouvé chez Clément-Bayard. Les deux hommes produisent une voiturette de 1,1 l. En 1908 ils sont rejoints par Alexandre et Jules-René Parant, avec lesquels ils développent la nouvelle industrie automobile « Doriot, Flandrin & Parant (D.F.P.) », fabriquant et commercialisant des automobiles à moteurs « Chapuis-Dornier » de 2,0  à   2,8 l de cylindrées, avant de produire leurs propres blocs moteurs en 1912. En 1926, Lafitte, un autre constructeur automobile, rachète l'affaire alors que Doriot a 62 ans, avant de fermer deux ans plus tard.
Georges Doriot était le fils d'Auguste Doriot.

## Résultats en compétitions
| Année | Course                | Date                           | Distance  | Classement | no | Constructeur       | Temps            | Notes                                 |
| ----- | --------------------- | ------------------------------ | --------- | ---------- | -- | ------------------ | ---------------- | ------------------------------------- |
| 1894  | Paris-Rouen           | 22 juillet 1894                | 127 km    | 3          | 28 | Peugeot            | 7 h 4 min 30 s   |                                       |
| 1895  | Paris-Bordeaux-Paris  | 11 à 15 juin 1895              | 1 178 km  | 4          | 8  | Peugeot            | 59 h 49 min 0 s  | avec trois passagers                  |
| 1896  | Paris-Marseille-Paris | 24 septembre au 3 octobre 1896 | 1 710 km  | 8          | 44 | Peugeot            | 81 h 23 min 51 s |                                       |
| 1897  | Paris-Dieppe          | 24 juillet 1897                | 170,8 km  | 29         |    | Peugeot (6)        | 6 h 26 min 53 s  |                                       |
| 1898  | Paris-Amsterdam-Paris | 7 à 13 juillet 1898            | 1 431 km  | 7          |    | Peugeot            | 36 h 20 min 47 s |                                       |
| 1899  | Paris-Saint Malo      | 30 juillet 1899                | 371,75 km | 2 ou 13    |    | Peugeot Voiturette | 12 h 17 min 0 s  |                                       |
| 1899  | Paris-Ostende         | 1er septembre 1899             | 323,5 km  | 10         |    | Peugeot Voiturette | 10 h 53          |                                       |
| 1900  | Coupe des Voiturettes | 11 mars 1900                   | 220 km    | 4          | 24 | Peugeot            | 5 h 58 min 51 s  | refroidissement moteur par eau lourde |